# MV Agusta Reparto Corse
MV Agusta Reparto Corse es un equipo italiano de carreras de motos que compite actualmente en el Campeonato Mundial de Supersport.

## Historia

### Foundación
Giovanni Castiglioni, Presidente del Consejo de Administración de MV Agusta, firmó un acuerdo con Alexander Yakhnich, presidente de Yakhnich Motorsport, para establecer la nueva MV Agusta Reparto Corse para la temporada 2014. El equipo fue manejado por Yakhnich Motorsport y compitió en el Campeonato Mundial de Supersport y Campeonato Mundial de Superbikes.
En junio de 2014 Castiglioni y Yakhnich firmaron un acuerdo que estipula que MV Agusta se hará cargo de todas las operaciones relativas a los equipos de carreras.

## Resultados en el Campeonato Mundial de Supersport
(Carreras en Negro indican pole position, Carreras en italics indican vuelta rápida)
| Año  | Equipo                                           | Moto             | No  | Piloto             | 1       | 2       | 3       | 4       | 5       | 6       | 7       | 8       | 9       | 10      | 11      | 12      | C.P. | Pts    | C.C. | Pts |
| ---- | ------------------------------------------------ | ---------------- | --- | ------------------ | ------- | ------- | ------- | ------- | ------- | ------- | ------- | ------- | ------- | ------- | ------- | ------- | ---- | ------ | ---- | --- |
| 2014 | MV Agusta RC–Yakhnich M. MV Agusta Reparto Corse | MV Agusta F3 675 | 16  | Jules Cluzel       | AUS 1   | ARA Ret | NED 3   | ITA 15  | GBR 2   | MAL 2   | SMR 1   | POR Ret | SPA Ret | FRA 1   | QAT 3   |         | 2.º  | 148    | 3º   | 162 |
| 2014 | MV Agusta RC–Yakhnich M. MV Agusta Reparto Corse | MV Agusta F3 675 | 65  | Vladimir Leonov    | AUS Ret | ESP 8   | NED 12  | ITA Ret | GBR 15  | MAL 14  | ITA     | POR     | ESP     | FRA     | QAT     |         | 19.º | 15(19) | 3º   | 162 |
| 2014 | MV Agusta RC–Yakhnich M. MV Agusta Reparto Corse | MV Agusta F3 675 | 155 | Massimo Roccoli    | AUS     | ESP     | NED     | ITA     | GBR     | MAL     | ITA 14  | POR 10  | ESP Ret | FRA 15  | QAT 10  |         | 20.º | 15     | 3º   | 162 |
| 2015 | MV Agusta Reparto Corse                          | MV Agusta F3 675 | 16  | Jules Cluzel       | AUS 1   | THA Ret | ARA Ret | NED 2   | ITA 2   | GBR 2   | POR 1   | SMR 1   | MAL 2   | SPA WD  | FRA     | QAT     | 4.º  | 155    | 3º   | 218 |
| 2015 | MV Agusta Reparto Corse                          | MV Agusta F3 675 | 87  | Lorenzo Zanetti    | AUS 2   | THA Ret | ARA 5   | NED 6   | ITA 3   | GBR 4   | POR 5   | SMR 3   | MAL 3   | SPA 3   | FRA 4   | QAT 3   | 3.º  | 158    | 3º   | 218 |
| 2015 | MV Agusta Reparto Corse                          | MV Agusta F3 675 | 88  | Nicolás Terol      | AUS     | THA     | ARA     | NED     | ITA     | GBR     | POR     | SMR     | MAL     | SPA 5   | FRA 14  | QAT 6   | 18.º | 23     | 3º   | 218 |
| 2016 | MV Agusta Reparto Corse                          | MV Agusta F3 675 | 16  | Jules Cluzel       | AUS 17  | THA 1   | ARA 4   | NED 18  | ITA 2   | MAL 7   | GBR 8   | ITA Ret | GER 3   | FRA 1   | SPA 6   | QAT 3   | 2.º  | 142    | 3º   | 203 |
| 2016 | MV Agusta Reparto Corse                          | MV Agusta F3 675 | 52  | Massimo Roccoli    | AUS     | THA     | ARA     | NED     | ITA     | MAL     | GBR     | ITA     | GER     | FRA     | SPA     | QAT 9   | 27.º | 7      | 3º   | 203 |
| 2016 | MV Agusta Reparto Corse                          | MV Agusta F3 675 | 87  | Lorenzo Zanetti    | AUS Ret | THA 8   | ARA Ret | NED 29  | ITA DSQ | MAL 13  | GBR 10  | ITA 5   | GER 7   | FRA 9   | SPA     | QAT     | 13.º | 44(50) | 3º   | 203 |
| 2017 | MV Agusta Reparto Corse                          | MV Agusta F3 675 | 61  | Alessandro Zaccone | AUS     | THA     | ESP Ret | NED 18  | ITA 10  | GBR Ret | ITA 11  | GER 14  | POR Ret | FRA Ret | ESP 12  | QAT     | 23.º | 17     | 4.º  | 145 |
| 2017 | MV Agusta Reparto Corse                          | MV Agusta F3 675 | 99  | P. J. Jacobsen     | AUS 6   | THA Ret | SPA 3   | NED 4   | ITA 3   | GBR Ret | ITA 4   | GER Ret | POR 5   | FRA 3   | SPA 4   | QAT Ret | 6.º  | 108    | 4.º  | 145 |
| 2018 | MV Agusta Reparto Corse by Vamag                 | MV Agusta F3 675 | 3   | Raffaele De Rosa   | AUS 6   | THA 7   | SPA Ret | NED 3   | ITA 3   | GBR 3   | CZE 3   | MIS 2   | POR 4   | FRA 7   | ARG Ret | QAT 8   | 6.º  | 133    | 2.º  | 138 |
| 2018 | MV Agusta Reparto Corse by Vamag                 | MV Agusta F3 675 | 86  | Ayrton Badovini    | AUS 9   | THA 15  | SPA Ret | NED 12  | ITA Ret | GBR 7   | CZE Ret | MIS 10  | POR 8   | FRA 12  | ARG 11  | QAT 11  | 11.º | 49     | 2.º  | 138 |
| 2019 | MV Agusta Reparto Corse                          | MV Agusta F3 675 | 3   | Raffaele De Rosa   | AUS 18  | THA 5   | ARA 2   | NED Ret | ITA 3   | SPA 5   | MIS Ret | GBR 5   | POR Ret | FRA 4   | ARG 6   | QAT 7   | 6.º  | 92     | 3.º  | 109 |
| 2019 | MV Agusta Reparto Corse                          | MV Agusta F3 675 | 20  | Filippo Fuligni    | AUS     | THA     | ARA     | NED     | ITA     | SPA     | MIS     | GBR     | POR     | FRA     | ARG 22  | QAT DNS | NC   | 0      | 3.º  | 109 |
| 2019 | MV Agusta Reparto Corse                          | MV Agusta F3 675 | 22  | Federico Fuligni   | AUS Ret | THA Ret | ARA 13  | NED 15  | ITA 14  | SPA Ret | MIS 11  | GBR 18  | POR 14  | FRA Ret | ARG     | QAT     | 17.º | 13     | 3.º  | 109 |

| Año  | Equipo                  | Moto                | No | Piloto             | 1       | 1       | 2      | 2      | 3       | 3       | 4       | 4       | 5       | 5       | 6       | 6       | 7       | 7       | 8       | 8       | 9      | 9       | 10     | 10      | 11    | 11      | 12      | 12      | C.P. | Pts      | C.C. | Pts |
| Año  | Equipo                  | Moto                | No | Piloto             | R1      | R2      | R1     | R2     | R1      | R2      | R1      | R2      | R1      | R2      | R1      | R2      | R1      | R2      | R1      | R2      | R1     | R2      | R1     | R2      | R1    | R2      | R1      | R2      | C.P. | Pts      | C.C. | Pts |
| ---- | ----------------------- | ------------------- | -- | ------------------ | ------- | ------- | ------ | ------ | ------- | ------- | ------- | ------- | ------- | ------- | ------- | ------- | ------- | ------- | ------- | ------- | ------ | ------- | ------ | ------- | ----- | ------- | ------- | ------- | ---- | -------- | ---- | --- |
| 2020 | MV Agusta Reparto Corse | MV Agusta F3 675    | 1  | Randy Krummenacher | AUS DSQ |         | SPA    | SPA    | POR     | POR     | SPA     | SPA     | SPA     | SPA     | SPA     | SPA     | FRA     | FRA     | POR     | POR     |        |         |        |         |       |         |         |         | NC   | 0        | 3.º  | 140 |
| 2020 | MV Agusta Reparto Corse | MV Agusta F3 675    | 3  | Raffaele De Rosa   | AUS DSQ |         | SPA 5  | SPA 5  | POR 3   | POR 12  | SPA 4   | SPA 3   | SPA 2   | SPA Ret | SPA 14  | SPA 4   | FRA 4   | FRA Ret | POR Ret | POR 3   |        |         |        |         |       |         |         |         | 6.º  | 135      | 3.º  | 140 |
| 2020 | MV Agusta Reparto Corse | MV Agusta F3 675    | 22 | Federico Fuligni   | AUS DSQ |         | SPA 13 | SPA 14 | POR Ret | POR 16  | SPA 12  | SPA 12  | SPA 10  | SPA 14  | SPA 17  | SPA Ret | FRA 8   | FRA Ret | POR 13  | POR 17  |        |         |        |         |       |         |         |         | 18.º | 32       | 3.º  | 140 |
| 2021 | MV Agusta Corse Clienti | MV Agusta F3 675    | 66 | Niki Tuuli         | SPA Ret | SPA DNS | POR 11 | POR 8  | ITA 9   | ITA Ret | NED Ret | NED 8   | CZE 9   | CZE 8   | SPA 10  | SPA 7   | FRA Ret | FRA 5   | SPA 19  | SPA 3   | SPA C  | SPA 3   | POR 5  | POR Ret | ARG 8 | ARG Ret | INA Ret | INA 2   | 11.º | 140      | 3.º  | 140 |
| 2022 | MV Agusta Reparto Corse | MV Agusta F3 800 RR | 27 | Mattia Casadei     | SPA     | SPA     | NED    | NED    | POR     | POR     | ITA 8   | ITA 8   | GBR 12  | GBR 11  | CZE     | CZE     | FRA     | FRA     | SPA     | SPA     | POR    | POR     | ARG    | ARG     | INA   | INA     | AUS     | AUS     | 24.º | 25       | 5.º  | 205 |
| 2022 | MV Agusta Reparto Corse | MV Agusta F3 800 RR | 54 | Bahattin Sofuoğlu  | SPA 12  | SPA 14  | NED 15 | NED 10 | POR 23  | POR 14  | ITA 21  | ITA 18  | GBR 15  | GBR Ret | CZE 7   | CZE 5   | FRA Ret | FRA DNS | SPA 5   | SPA 7   | POR 11 | POR 5   | ARG    | ARG     | INA   | INA     | AUS     | AUS     | 14.º | 72       | 5.º  | 205 |
| 2022 | MV Agusta Reparto Corse | MV Agusta F3 800 RR | 66 | Niki Tuuli         | SPA 6   | SPA 5   | NED 6  | NED 7  | POR Ret | POR DNS | ITA     | ITA     | GBR     | GBR     | CZE 6   | CZE 10  | FRA 6   | FRA 11  | SPA 6   | SPA 5   | POR 5  | POR Ret | ARG 5  | ARG 4   | INA 1 | INA DNS | AUS Ret | AUS DNS | 8.º  | 152      | 5.º  | 205 |
| 2022 | MV Agusta Reparto Corse | MV Agusta F3 800 RR | 92 | Marcel Schrötter   | SPA     | SPA     | NED    | NED    | POR     | POR     | ITA     | ITA     | GBR     | GBR     | CZE     | CZE     | FRA     | FRA     | SPA     | SPA     | POR    | POR     | ARG    | ARG     | INA   | INA     | AUS Ret | AUS 7   | 29.º | 9        | 5.º  | 205 |
| 2023 | MV Agusta Reparto Corse | MV Agusta F3 800 RR | 23 | Marcel Schrötter   | AUS 7   | AUS 4   | INA 4  | INA 5  | NED 2   | NED 4   | BAR 2   | BAR 2   | MIS 4   | MIS 3   | GBR 8   | GBR Ret | ITA 2   | ITA 8   | CZE 6   | CZE 2   | FRA 7  | FRA 4   | ARA 2  | ARA 5   | POR 4 | POR 4   | SPA 15  | SPA Ret | 3.º  | 294      | 3.º  | 315 |
| 2023 | MV Agusta Reparto Corse | MV Agusta F3 800 RR | 54 | Bahattin Sofuoğlu  | AUS Ret | AUS 11  | INA 9  | INA 10 | NED 11  | NED Ret | BAR 3   | BAR 1   | MIS Ret | MIS 7   | GBR 13  | GBR 8   | ITA 4   | ITA Ret | CZE 3   | CZE 3   | FRA 9  | FRA Ret | ARA 6  | ARA 4   | POR 7 | POR 17  | SPA 16  | SPA Ret | 6.º  | 168      | 3.º  | 315 |
| 2024 | MV Agusta Reparto Corse | MV Agusta F3 800 RR | 11 | Bo Bendsneyder     | AUS     | AUS     | BAR    | BAR    | NED     | NED     | MIS     | MIS     | GBR     | GBR     | CZE     | CZE     | POR     | POR     | FRA     | FRA     | ITA    | ITA     | ARA    | ARA     | EST 8 | EST 5   | SPA 7   | SPA 3   | 18.º | 44       | 3.º  | 293 |
| 2024 | MV Agusta Reparto Corse | MV Agusta F3 800 RR | 23 | Marcel Schrötter   | AUS 3   | AUS 2   | BAR 3  | BAR 2  | NED 12  | NED 8   | MIS 6   | MIS 6   | GBR Ret | GBR 11  | CZE 7   | CZE 9   | POR 7   | POR 8   | FRA 17  | FRA 10  | ITA 4  | ITA 4   | ARA 11 | ARA 7   | EST 6 | EST 10  | SPA 4   | SPA 5   | 5.º  | 228      | 3.º  | 293 |
| 2024 | MV Agusta Reparto Corse | MV Agusta F3 800 RR | 54 | Bahattin Sofuoğlu  | AUS 6   | AUS 6   | BAR 10 | BAR 6  | NED 8   | NED 5   | MIS Ret | MIS Ret | GBR 6   | GBR Ret | CZE Ret | CZE Ret | POR WD  | POR WD  | FRA 16  | FRA Ret | ITA 10 | ITA 11  | ARA 10 | ARA Ret | EST   | EST     | SPA     | SPA     | 12.º | 82 (103) | 3.º  | 293 |

- * Temporada en curso.

## Resultados en el Campeonato Mundial de Superbikes
(Carreras en Negro indican pole position, Carreras en italics indican vuelta rápida)
| Año  | Equipo                   | Moto              | No | Piloto            | 1       | 1       | 2       | 2       | 3       | 3       | 4      | 4       | 5       | 5       | 6       | 6       | 7       | 7       | 8       | 8       | 9      | 9       | 10     | 10      | 11     | 11      | 12      | 12      | 13      | 13      | C.P. | Pts   | C.C. | Pts |
| Año  | Equipo                   | Moto              | No | Piloto            | R1      | R2      | R1      | R2      | R1      | R2      | R1     | R2      | R1      | R2      | R1      | R2      | R1      | R2      | R1      | R2      | R1     | R2      | R1     | R2      | R1     | R2      | R1      | R2      | R1      | R2      | C.P. | Pts   | C.C. | Pts |
| ---- | ------------------------ | ----------------- | -- | ----------------- | ------- | ------- | ------- | ------- | ------- | ------- | ------ | ------- | ------- | ------- | ------- | ------- | ------- | ------- | ------- | ------- | ------ | ------- | ------ | ------- | ------ | ------- | ------- | ------- | ------- | ------- | ---- | ----- | ---- | --- |
| 2014 | MV Agusta RC–Yakhnich M. | MV Agusta F4 RR   | 19 | Leon Camier       | AUS     | AUS     | ESP     | ESP     | NED     | NED     | ITA    | ITA     | GBR     | GBR     | MAL     | MAL     | ITA     | ITA     | POR     | POR     | USA 15 | USA 10  | ESP    | ESP     | FRA    | FRA     | QAT     | QAT     |         |         | 16.º | 7(37) | 7º   | 34  |
| 2014 | MV Agusta RC–Yakhnich M. | MV Agusta F4 RR   | 71 | Claudio Corti     | AUS 13  | AUS 18  | ESP Ret | ESP Ret | NED 14  | NED Ret | ITA 18 | ITA Ret | GBR 15  | GBR 12  | MAL Ret | MAL DNS | ITA 13  | ITA 17  | POR DNS | POR DNS | USA    | USA     | ESP 15 | ESP Ret | FRA 13 | FRA 8   | QAT Ret | QAT 14  |         |         | 17.º | 27    | 7º   | 34  |
| 2015 | MV Agusta Reparto Corse  | MV Agusta 1000 F4 | 2  | Leon Camier       | AUS 10  | AUS 8   | THA Ret | THA Ret | SPA 10  | SPA 15  | NED 10 | NED 10  | ITA Ret | ITA Ret | GBR 9   | GBR Ret | POR Ret | POR Ret | SMR 13  | SMR 16  | USA 10 | USA 10  | MAL 13 | MAL 12  | SPA 9  | SPA 8   | FRA 5   | FRA 15  | QAT Ret | QAT Ret | 13.º | 89    | 7.º  | 89  |
| 2016 | MV Agusta Reparto Corse  | MV Agusta 1000 F4 | 2  | Leon Camier       | AUS 7   | AUS Ret | THA 11  | THA 11  | SPA Ret | SPA 16  | NED 4  | NED 9   | ITA 6   | ITA 5   | MAL 10  | MAL 9   | GBR 4   | GBR 5   | ITA 8   | ITA Ret | USA 11 | USA DNS | GER 5  | GER 4   | FRA 7  | FRA 4   | SPA 7   | SPA Ret | QAT 18  | QAT 13  | 8.º  | 168   | 7.º  | 168 |
| 2017 | MV Agusta Reparto Corse  | MV Agusta 1000 F4 | 2  | Leon Camier       | AUS 5   | AUS 8   | THA 8   | THA Ret | SPA 11  | SPA 10  | NED 10 | NED 6   | ITA 6   | ITA Ret | GBR 6   | GBR 6   | ITA 11  | ITA Ret | USA 6   | USA Ret | GER 5  | GER 6   | POR 4  | POR Ret | FRA 4  | FRA Ret | SPA 12  | SPA 12  | QAT 9   | QAT 9   | 8.º  | 168   | 6.º  | 168 |
| 2018 | MV Agusta Reparto Corse  | MV Agusta 1000 F4 | 77 | Maximilian Scheib | AUS     | AUS     | THA     | THA     | SPA     | SPA     | NED    | NED     | ITA     | ITA     | GBR     | GBR     | CZE     | CZE     | USA     | USA     | ITA    | ITA     | POR    | POR     | FRA    | FRA     | ARG 13  | ARG Ret | QAT Ret | QAT C   | 26.º | 3     | 7.º  | 101 |
| 2018 | MV Agusta Reparto Corse  | MV Agusta 1000 F4 | 81 | Jordi Torres      | AUS Ret | AUS 8   | THA 10  | THA Ret | ARA Ret | ARA 8   | NED 9  | NED 6   | IMO 14  | IMO 5   | GBR 11  | GBR 9   | CZE Ret | CZE Ret | USA 9   | USA 7   | MIS 18 | MIS Ret | POR 7  | POR 13  | FRA 12 | FRA 14  | ARG     | ARG     | QAT     | QAT     | 13.º | 98    | 7.º  | 101 |